# Together Again
«Together Again» — сингл американського рок-гурту «Evanescence», що вийшов в США 22 січня 2010 на CD і 23 лютого 2010 для цифрового завантаження. Емі Лі написала цю пісню спеціально для фільму «Хроніки Нарнії: Лев, чаклунка і чарівна шафа», проте потім саундтрек відхилили. Пісня також мала увійти до другого студійного альбому гурту — «The Open Door», проте так і не увійшла до офіційної версії. В 2010 сингл все-таки вийшов. Емі Лі присвятила пісню трагедії на Гаїті, всі продажі пішли на пожертви.

## Про пісню
На одному з інтерв'ю Емі Лі розповіла про пісню: «Вона розповідає про покинення домівки, в яку ти можеш більше не повернутись, і про тяжіння до чогось лячного і чудового, що знаходиться далеко від дому».
В інтерв'ю з журналом «Metal Edge» Емі Лі сказала: «Я написала де що інше, дещо, що було похмурим, темним, але справді чудовим. Проте режисер хотів від цієї пісні більш обнадійливого відчуття. Пісня розповідає про прощання і рухання далі, і саме це роблять герої на початку фільму. Вони покидають своїх батьків, і йдуть у невідомий страшний шлях. Я написала пісню, враховуючи саме такі почуття героїв. Я гадала, що пісня була ідеальною. І те, що в ній є звучання багатьох гітар не зробило її гіршою. Я зробила річ, яка справді була чудовою, проте і нав'язливою. Я гадаю, саме тому пісня не сподобалась режисеру».
Після землетрусу на Гаїті Емі Лі повідомила на «EvClub»: «Біль займає в нашому житті велику частину. Це те, що спускає нас на землю і змушує триматися міцніше один за одного. Я ніколи не відчувала себе настільки пов'язаної з іншими людьми, ніж за часів великого смутку, і я думаю, що це об'єднує нас, людей в усьому світі, з людьми, що знаходяться зараз в Гаїті. Всі ми створені з однією душею, і як ми іноді можемо відчути, ми абсолютно безпорадні проти руйнівної сили цього світу. Погане трапляється. Іноді в цьому немає чиєїсь провини. Але біль, яку ми відчуваємо, повинна робити нас кращими... чуйнішими до інших, і більш передбачливими до того, як ми впливаємо на інших. Не важливо, що ми віддамо, нам буде також погано, як і людям в іншому світі. Але, можливо, це те, що змушує нас намагатися співчувати, замість того, щоб відвертатися від цього болю, це те, що робить нас людьми. Спасибі вам за те, що внесли щедрі пожертви всіма доступними вам способами».

## Список пісень
| #  | Назва            | Автор                  | Тривалість |
| -- | ---------------- | ---------------------- | ---------- |
| 1. | «Together Again» | Емі Лі, Террі Бальзамо | 3:20       |

## Чарти
24 лютого 2010 сингл посів 3 місце на «iTunes'» Top Rock Songs Chart і 29 місце на Most Downloaded Songs Chart.
Тижневі чарти
| Чарт (2010)                              | Позиція |
| ---------------------------------------- | ------- |
| Канада (Canadian Hot 100) (Music Canada) | 86      |

## Продажі
У перший тиждень після релізу пісня продалася у $31,000.